# Nícies de Cos (tirà)
Nícies de Cos (grec antic: Νικίας, llatí: Nicias) fou un polític nadiu de l'illa de Cos, que en algun moment del segle i aC es va apoderar per un curt temps de la tirania sobre l'illa.
Era contemporani d'Estrabó, que el considera (Strabo. Geographica XIV. p. 658.) un dels personatges notables de l'illa, i diu que va tenir «l'honor, entre altres títols de glòria, de regnar com a tirà sobre els seus conciutadans».